# Ceratoscopelus maderensis
El carpintero o mictófido de Madeira (Ceratoscopelus maderensis) es una especie de peces de la familia de los mictófidos.

## Morfología
Los machos pueden alcanzar 8,1 cm de longitud total.
Cuerpo abultado y ojos grandes.
Los machos, y a menudo también las hembras, presentan glándulas luminosas supracaudales e infracaudales.

## Alimentación
Come copépodos y otros crustáceos planctónicos (adultos y larvas).

## Depredadores
En las Islas Azores es depredado por Phycis phycis, Pagellus bogaraveo y Lepidopus caudatus.
Consituyen una de las principales fuentes de alimentación de la merluza (Merluccius merluccius) en las Islas Baleares.

## Hábitat
Es un pez marino y de aguas profundas que vive entre los 51 m a los 1.082 m de profundidad.

## Distribución geográfica
Se puede encontrar en el océano Atlántico oriental (desde Francia hasta Mauritania), el Mediterráneo y el Atlántico occidental (entre 50°N-30°N y Canadá). También se presenta en Islandia.